# Galena Township (Missouri)
Galena Township est un ancien township, situé à l'ouest, du comté de Jasper, dans le Missouri, aux États-Unis,.
Le township est baptisé en référence aux mines de galène, présentes dans la région.

### Source de la traduction
- (en) Cet article est partiellement ou en totalité issu de l’article de Wikipédia en anglais intitulé « Galena Township, Jasper County, Missouri » (voir la liste des auteurs).